# Hitomi Takahashi (chanteuse)
Pour les articles homonymes, voir Hitomi Takahashi et Takahashi.
Hitomi Takahashi (高橋 瞳, Takahashi Hitomi, née le 8 avril 1989 à Shiogama dans la préfecture de Miyagi, Japon) est une chanteuse japonaise. Repérée en 2004 par Sony, elle interprète son premier générique, pour la série d'animation Gundam Seed Destiny, puis celui de la série d'animation Blood+ en 2005, aozora no namida et enfin un ending de l'anime Gintama, Candy Line. Il est à noter qu'une actrice homonyme a enregistré deux singles et un album en 1991.

## Discographie

### Singles
- 2005.04.13 :  Bokutachi no Yukue (僕たちの行方)
- 2005.08.10 :  evergreen
- 2005.11.30 :  Aozora no NAMIDA (青空のナミダ)
- 2006.07.12 :  Communication (コミュニケイション )
- 2006.11.01 :  Ko·mo·re·bi (コ・モ・レ・ビ)
- 2007.03.07 :  Candy Line (キャンディ・ライン )
- 2007.08.01 :  JET BOY JET GIRL
- 2007.09.12 :  Tsuyoku Nare (強くなれ)
- 2008.06.04 :  Atashi no Machi, Ashita no Machi (あたしの街、明日の街 )

### Albums
- 2006.03.01 :  Sympathy
- 2007.10.24 :  Bamboo Collage

## Liens
- Sites officiels : www.takahashihitomi.com et hitomihitomitti.blogspot.com
- Ressources relatives à la musique :   - MusicBrainz
  - VGMDb
- (ja) Fiche officielle chez Sony
- (ja) H147 - Hitomi Takahashi: Fan Club officiel
- (ja) Hitomi: Blog officiel
- (ja) Hitomi Takahashi: Fiche Oricon